# リゾートトラスト御堂筋ビル
リゾートトラスト御堂筋ビル（リゾートトラストみどうすじビル）は、大阪府大阪市北区に所在する事務所ビルである。旧称は住友生命御堂筋ビル。

## 概要
梅田新道交差点の近く、御堂筋沿いに位置する高層オフィスビルである。御堂筋の軸線の真正面に位置し、あいおいニッセイ同和損保フェニックスタワーとあわせて象徴的な建物である。
住友生命保険により、住友生命御堂筋ビルとして1983年に建設された。大阪まちなみ賞第4回大阪市長賞を受賞した。
2014年3月25日にリゾートトラストの100%子会社アール・ティー開発株式会社により59.4億円で取得され、リゾートトラスト御堂筋ビルに改称された。

## 主な入居者
- 石川県大阪事務所・ほっと石川なにわ館
- リゾートトラスト 大阪支社
- NTTメディアサプライ 本社
- 日本コンピューターサイエンス 大阪本社
- 太陽石油 中日本支店
- 株式会社NTSホールディングス、株式会社NTS、株式会社ファルケ

## 交通
- JR西日本JR東西線：北新地駅
- OsakaMetro谷町線：東梅田駅
- 阪神電気鉄道：大阪梅田駅
- Osaka Metro御堂筋線：梅田駅
- JR西日本：大阪駅